# Niska Rila
Niska Rila este o arie protejată (sit de importanță comunitară — SCI) din Bulgaria întinsă pe o suprafață de 37.191,67 ha, integral pe uscat.

## Localizare
Centrul sitului Niska Rila este situat la coordonatele 42°15′40″N 23°25′32″E / 42.2611°N 23.4255°E.

## Înființare
Situl Niska Rila a fost declarat sit de importanță comunitară în aprilie 2019 pentru a proteja 2 specii de animale.

## Biodiversitate
Situată în ecoregiunile alpină și continentală, aria protejată nu include niciun habitat protejat.
La baza desemnării sitului se află mai multe specii protejate:
- mamifere (1): urs brun (Ursus arctos)
- pești (1): zglăvoacă (Cottus gobio)